# Letiště Unalaska
Letiště Toma Madsena je veřejné letiště ve městě Unalaska na Amaknakově ostrově na Aleutských ostrovech. Nachází se 800 leteckých mil jihozápadně od Anchorage a 1950 mil od Seattlu.
Oficiální název letiště je Mezinárodní Letiště Toma Madsena, Dutch Harbor, Unalaska. Ovšem někdy je také označováno jako Letiště Dutch Harbor.
Letiště má pouze jednu dráhu, která je na obou koncích ohraničena vodou. Na severní straně se nad letištěm tyčí hora Ballyhoo.
Letišti jsou přiděleny následující mezinárodní kódy: IATA: DUT, ICAO: PADU, FAA LID: DUT.